# 시간 여행

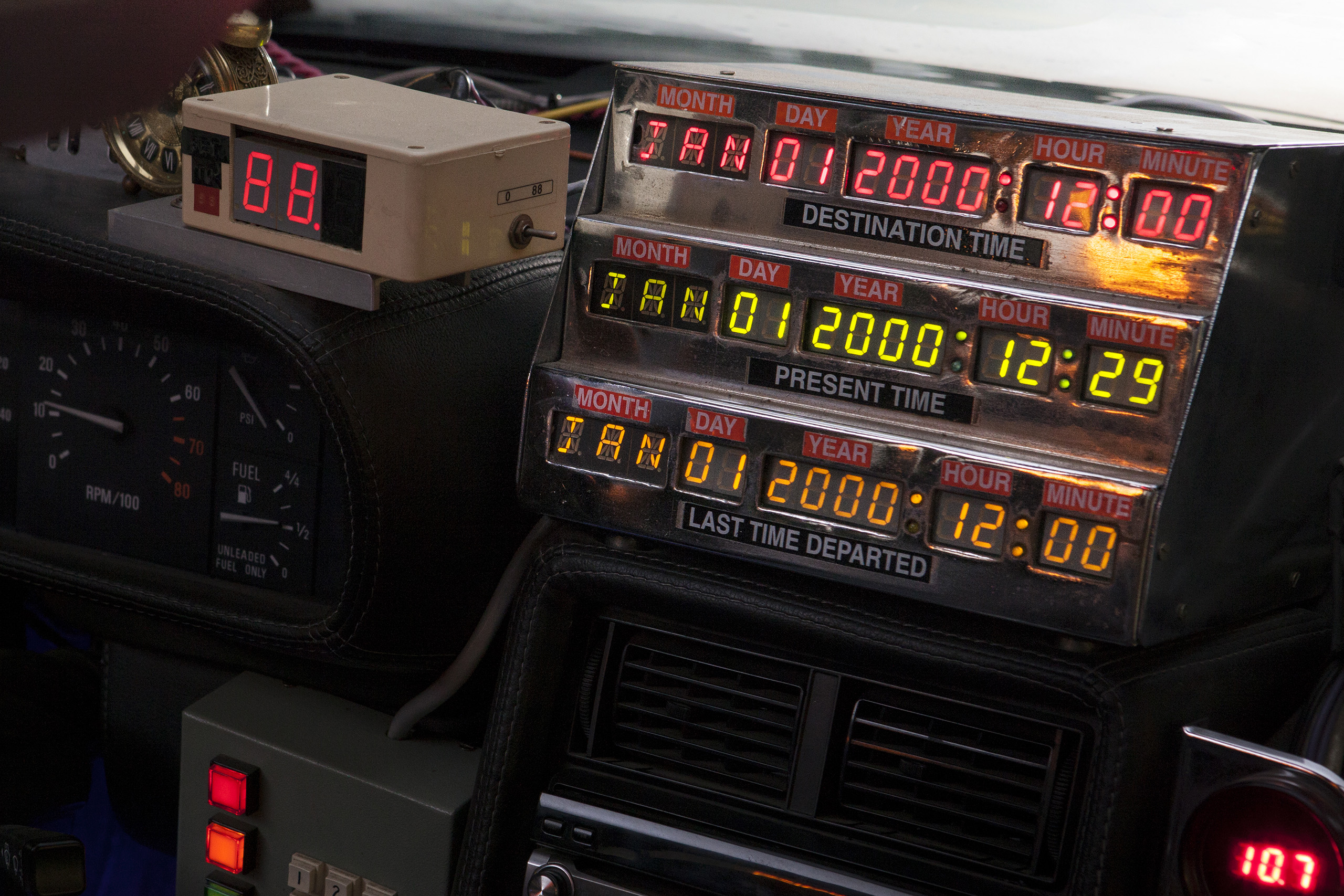

시간 여행(時間旅行, 영어: time travel)은 일반적으로 타임 머신 등을 이용하여 시간을 넘나드는 것을 뜻한다. 이것은 아인슈타인의 상대성이론과 관계가 있다. 다시 말해서, 시간여행도 상대적인 면이 매우 크다. 그리고 과거로의 시간여행은 웜홀 이라는게 존재하면 된다
아직까지는 시간여행을 실질적으로 가능하게 하는 기술은 없다.

## 빠른 속도에서의 시간 여행
시간 여행을 하려면 광속에 가까워져야 한다. 만약 시간 여행을 할 때 자신의 속도가 얼마나 빠른지 알고 싶으면 아래의 아인슈타인의 특수 상대성 방정식을 사용한다.
{\displaystyle T_{v}={\frac {T_{0}}{\sqrt {1-{\frac {v^{2}}{c^{2}}}}}}}
여기서,
{\displaystyle T_{v}}: 시간 여행자의 탈것 안에 있는 시계로 측정한 시간
{\displaystyle T_{0}}: 정지 상태에서의 시간
{\displaystyle v}: 시간 여행자의 속력
{\displaystyle c}: 광속(299,792,458m/s)
자신이 광속에 가까워지면 시간은 느리게 흐르고, 광속에 도달하면 시간은 정지하므로, 초광속으로 달리면 과거로의 시간여행이 가능하다고 생각할 수 있겠지만, 초광속으로 달리면 시간은 과거로 가는 것이 아니라 허수방향으로 흐를 뿐이다.
또한, 아인슈타인의 상대성 이론에 따라 초광속은 물리학적으로 불가능하다.

## 시간을 여행하는 가상적인 방법

### 웜홀
웜홀은 블랙홀과 화이트홀을 잇는 가상의 '시간 터널'이다. 웜홀을 이용한 방법은 다음과 같다.
1. 2009년에 출입구 A와 출입구 B로 된 웜홀을 준비한다.
2. 출입구 B를 아광속(광속에 가까운 속도)으로 멀어지게 한다.
3. 출입구 B를 다시 아광속으로 출입구 A에 가깝게 한다. 출입구 B의 시간이 느려지게 된다. (A: 2015년, B: 2010년)
4. 우주선은 2015년인 출입구 A로 들어가서 2010년의 출입구 B로 나오면 과거로 시간 여행을 할 수 있다.

### 우주끈
우주끈은 웜홀과 같이 역시 가상의 물체이다. 광속으로 스쳐 지나가는 2개의 우주끈을 사용하면, 과거로 가는 시간 여행을 할 수 있다.
1. 우주선을 타고 지구를 출발하여 목적지인 행성 X를 정한다. (행성 X는 가상의 행성이다)
2. 1에서 보통은 지구에서 직선 코스로 향하는 것이 최단 경로이다.
3. 우주끈 주위에서는 공간이 떼내어져 있으므로, 광속으로 향해 가는 우주 끈 A의 옆을 도는 쪽이 거리가 짧아지게 된다.
4. 우주선은 이 경로를 지나 아광속으로 행성 X로 간다. 그렇게 되면 지구에서 행성 X까지 똑바로 나아가는 빛보다 빨리 도착할 수 있다.
5. 행성 X에서 지구를 되돌아보면, 아직 출발하기 전의 우주선이 보인다.
6. 또 1개의 우주끈 B의 옆을 돌아 지구로 오면, 지구를 출발하려고 하는 우주선을 만나게 된다. 즉 과거로 도착하게 되는 것이다.

### 별 왕복여행
인류가 빛의 속도와 가까운 속도로 아주 먼별로 왕복할 때 미래로 여행할 수 있다.
1. 빛의 속도와 가까운 속도로 먼별로 왕복을 한다.
2. 그러면 왕복자의 시간이 수축이 된다.
3. 왕복을 한 시간이 지구에서 있을 때보다 짧아진다
4. 그러면 적은시간으로 미래를 온 것이니 시간여행을 했다고 할 수 있다.

### 중력
중력이 강해지면, 모든것의 시간이 느리게 흐른다.(중력시간지연)
1. 중력이 매우 큰 행성이나, 근처에 큰 질량이 큰 물체가 있는 우주공간으로 간다.
2. 그 공간에서 시간을 보낸다.
3. 다시 지구로 돌아온다.
4. 지구와 그 지구에 있는 모든 것들보다 자신의 시간이 느리게 흘렀으니, 자신이 미래로의 시간여행을 했으며, 동시에 지구에 있는 모든 것들이 과거로의 시간여행을 했다고 볼 수 있다.

## 시간 여행과 패러독스

### 부모 살해 패러독스
만약 자신이 과거로 가서 자신의 부모를 살해한다면 자신은 태어나지 않았을 것이다. 그렇다면 자신은 태어남과 태어나지 않음이 겹치고 있는 역설적인 상황에 있게 된다. 다만 시공간은 상대적인데 그래도 일어남에 혼란은 알 수가 없다.

### 미래시간여행 패러독스
만약 자신이 미래로 가서 자신이 살해 당하는 것을 보았고 당신은 현재로 돌아와서 살해 당하는 것을 막기 위해 경찰에 신고하고 도망간다. 그러면 이 상황 또한 패러독스에 있다.
이러한 시간여행에 대한 패러독스는 다중우주의 이해로 해결될 수 있다.
단일우주로 생각하면 다르다. 만약 자신이 살해당하는 것을 보았고 그것을 현재로 돌아왔다. 방금 자신이 본것은 미래라고 해야할까? 과거라고 해야할까? 이것은 과거인 것이다. 그 이유는 "자신이 미래에 갔다가 왔다." 인데 이것은 "미래에 갔다 온다." 또는 " 미래에 갔다 올것이다."가 아니라 '미래에 갔다왔다'라는 과거형 이되므로 과거라고 봐야 한다. 자신이 미래를 보고와 자신이 살해당하는 것을 알고 경찰에
신고 한들 자신이 방금 미래에서 보고온 즉 살해당한 자신도 똑같이 했을 것이다. 그러므로 그 행동 자체가 자신이 살해 되기까지에 있어야 할 행동이었기에 자신은 살해당할 수 밖에 없다.

### 다중우주 시간여행
관측한도에 따라 자신과 구별되지 않는 세계에 살고 있는 도플갱어 우주가 있다고 가정하자. 그리고 과거로, 또는 미래로 시간여행을 그 다중우주로 간다고 하면, 앞에서 말한 역설적인 상황은 일어나지 않을 수 있다. 즉 어머니를 살해하기 위해 간 우주가 다른 도플갱어 우주라면, 당신은 어머니를 죽여도 패러독스를 유발하지 않는다. 그 우주는 단지 '당신이 태어나지 않은 도플갱어 다중우주'가 된다.

## 대중매체에서 묘사된 시간여행
- 닥터 후
- 앨리스
- 닥터 진
- 스타트렉
- 맨 인 블랙 3
- 백 투 더 퓨처, 백 투 더 퓨처 2, 백 투 더 퓨처 3
- 타임라인
- 12 몽키즈
- 루퍼
- 미드나잇 인 파리
- 시간 여행자의 아내
- 어바웃 타임
- 엑스맨: 데이즈 오브 퓨처 패스트
- 엣지 오브 투모로우
- 스즈미야 하루히 시리즈
- 슈타인즈 게이트 시리즈
- 터미네이터 시리즈

## 같이 보기
- 타임 슬립
- 타임 머신
- 반중력
- 시간여행물
- 호킹의 시간 여행자를 위한 잔치